# Rathaus Gravon

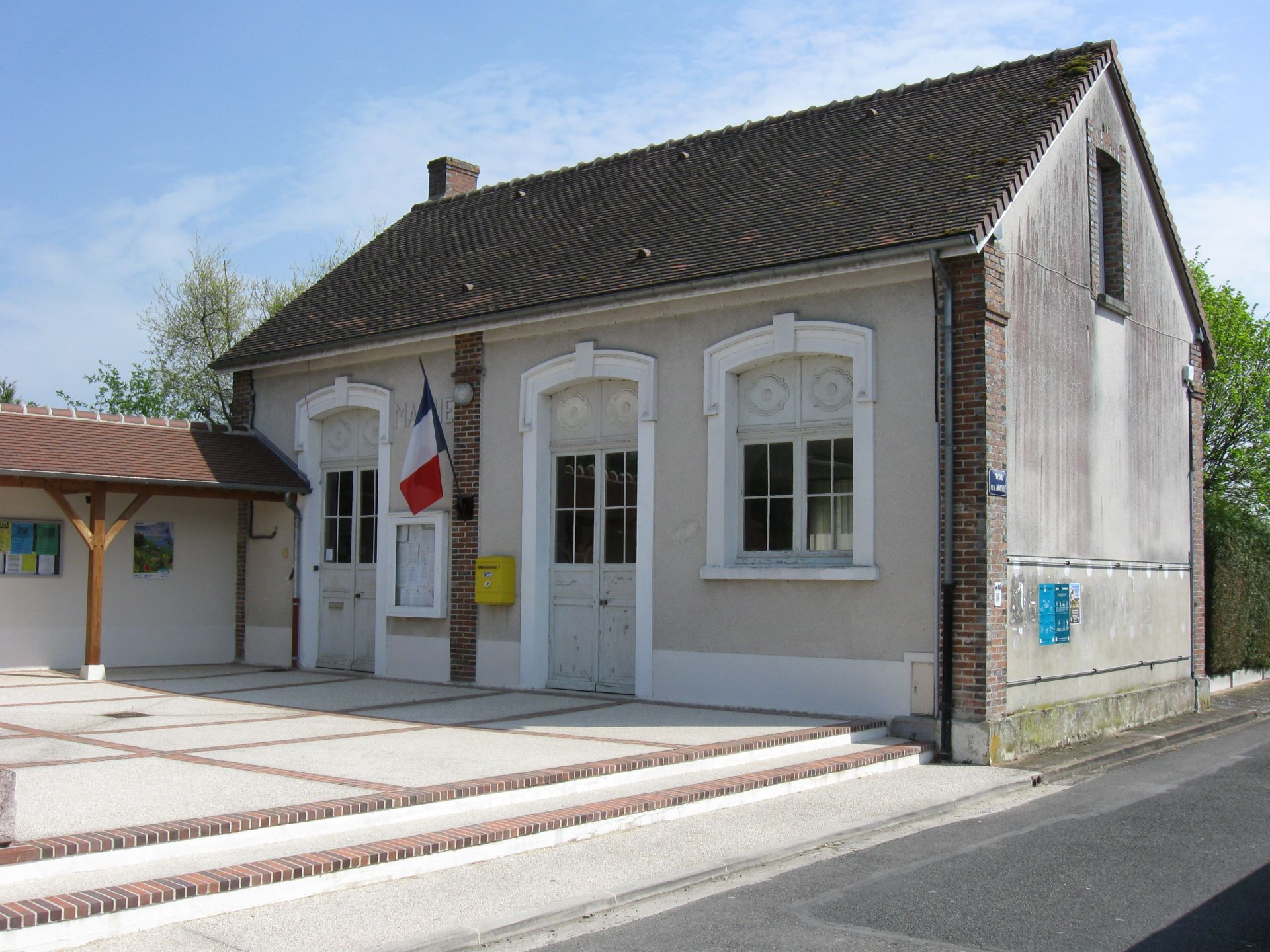
Rathaus in Gravon

Das Rathaus (frz. Mairie) in Gravon, einer französischen Gemeinde im Département Seine-et-Marne in der Region Île-de-France, wurde 1900 errichtet. Das Rathaus an der Chemin des Pâtures ist eine typische Mairie der kleinsten Gemeinden der Region.
Der eingeschossige Bau besteht aus verputztem Bruchstein und Ziegelsteinen, die als Eckquaderung dienen. Außer der Steinumrahmung der Fenster besitzt das Gebäude keine Ausschmückung.